# Parafia św. Piotra i Pawła w Krzykawce
Parafia św. Piotra i Pawła w Krzykawce – rzymskokatolicka parafia, położona w dekanacie sławkowskim, diecezji sosnowieckiej, metropolii częstochowskiej w Polsce.

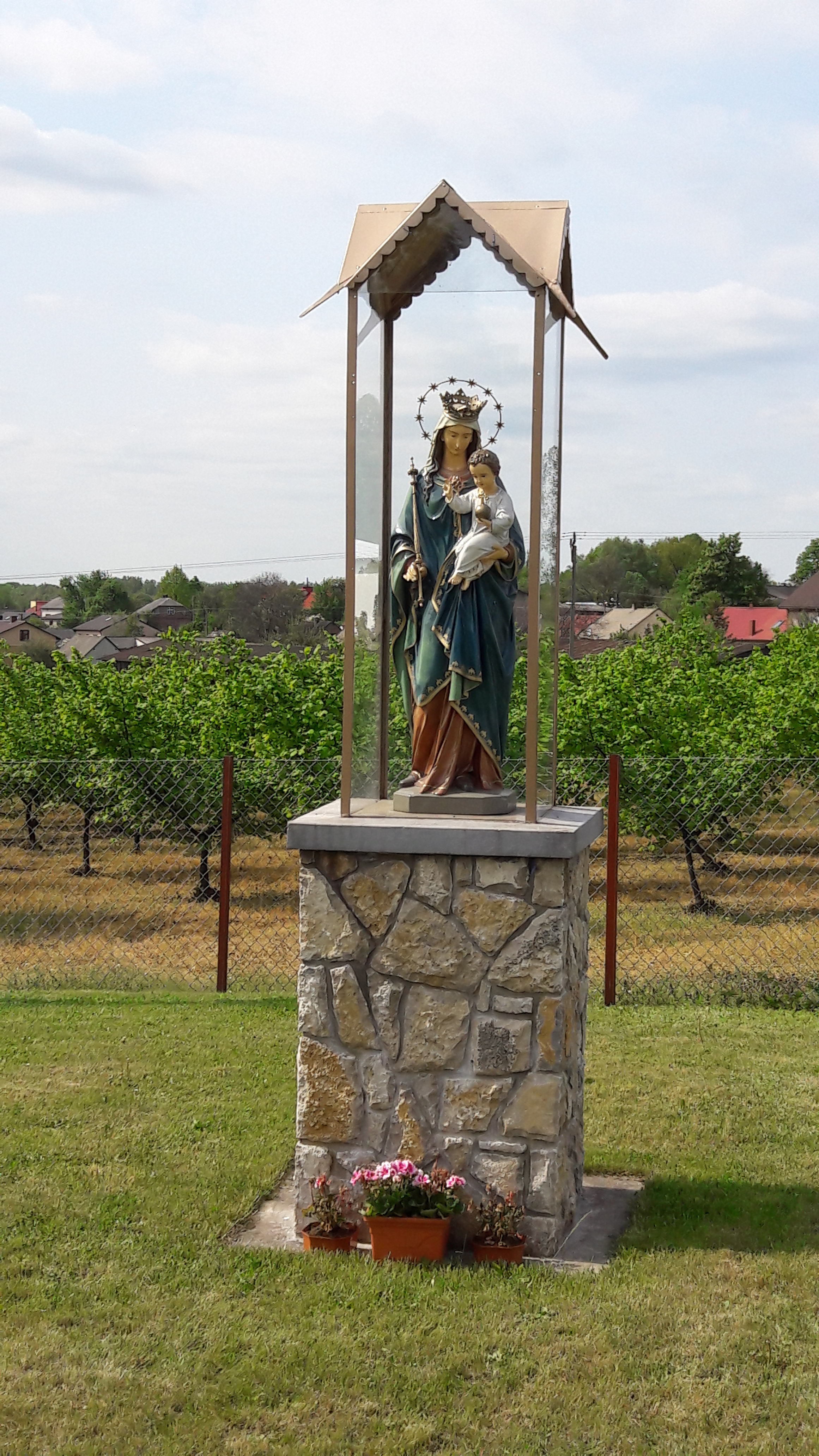
Matka Boska Krzykawiecka